# Artem Tschech

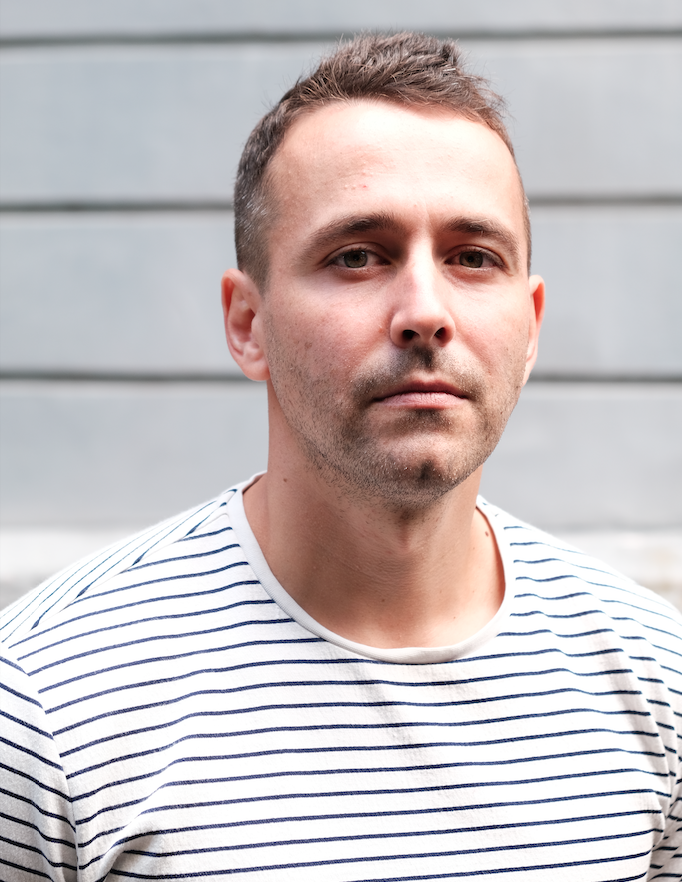
Artem Tschech (2021)

Artem Tschech (ukrainisch Арте́м Чех, bürgerlich ukrainisch Артем Олександрович Чередник ‚Artem Oleksandrowytsch Tscherednyk‘, * 13. Juni 1985 in Tscherkassy) ist ein ukrainischer Schriftsteller.

## Leben
Tschech machte als Kind eine Reise nach Prag, und da er begeistert zurückkehrte, war er für seine Mitschüler fortan Artem „Tschech“, der Tscheche. Diesen Spitznamen machte er zu seinem Künstlernamen. Tschech beendete im Jahr 2002 seine schulische Ausbildung und zog nach Kiew um, wo er Soziologie an der Staatlichen Akademie für Kultur- und Kunstmanagement studierte.
Bereits für sein Debütwerk Цього ви не знайдете в Яндексі (Sie werden dies nicht in Yandex finden) 2007 gewann er einen Preis in der Kategorie „Urbaner Jugendroman“. Bis zu seinem ersten Kriegseinsatz hatte er bereits zahlreiche weitere Bücher veröffentlicht.

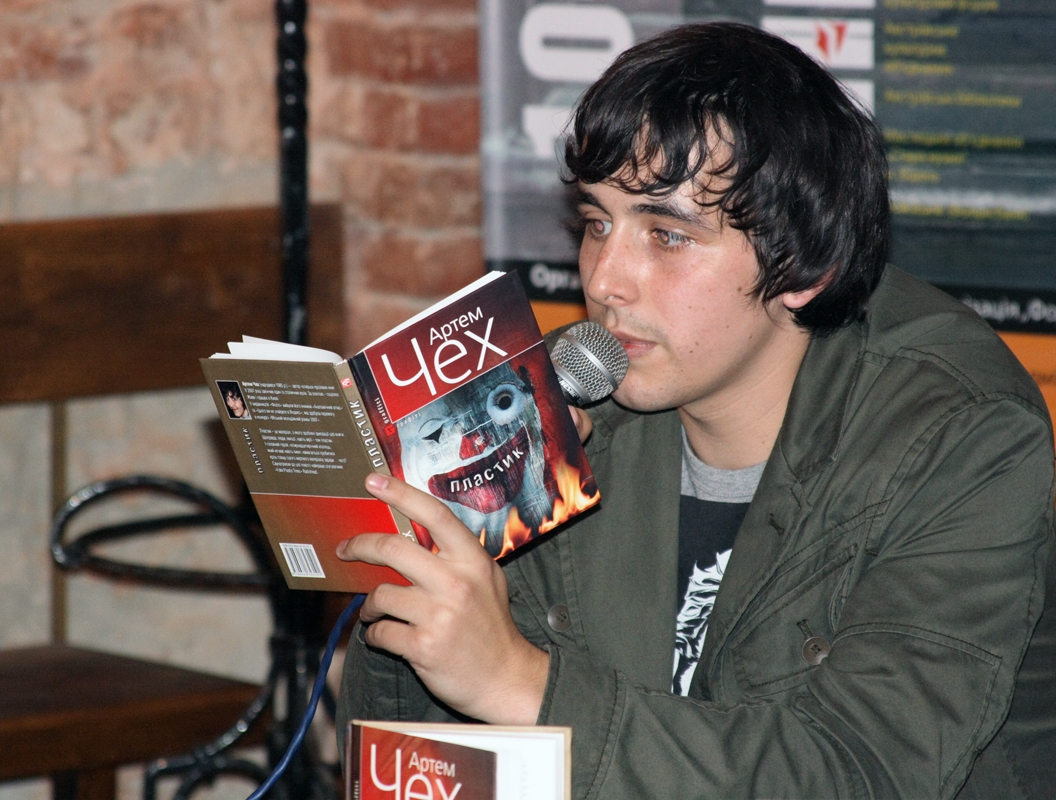
Artem Tschech (2008) – bei einer Lesung aus seinem Buch Plastik

Von Mai 2015 bis Juli 2016 war er im Russisch-Ukrainischen Krieg Soldat in der ukrainischen Armee. Danach lebte er wieder in Kiew. Artem Tschech ist mit der Schriftstellerin und Regisseurin Iryna Zilyk verheiratet und hat mit ihr einen Sohn. Seit dem Frühjahr 2022 dient er wieder in der ukrainischen Armee.
Er ist Autor von mehr als zwölf Prosa- und Sachbüchern. Einzelne Werke Tschechs wurden ins Deutsche, Tschechische, Polnische und Englische übersetzt.
Seine Kriegserfahrungen verarbeitete er in seinem Roman Точка нуль (Totschka nul), den die New York Times im Februar 2022 empfahl und der im August 2022 auf Deutsch unter dem Titel Nullpunkt veröffentlicht wurde. Wegen seiner ungeschönten Darstellung des Krieges wurde ihm zunächst der Veteranenstatus verweigert.
Im Jahr 2021 veröffentlichte der Meridian-Czernowitz-Verlag seinen Roman Хто ти такий? (Wer bist Du). Seine Frau verfilmte dieses Buch unter dem Titel Я і Фелікс (Ich und Felix) mit dem ukrainischen Dichter Jurij Isdryk in der Hauptrolle.
Im August 2022 erschien in der New York Times ein Essay von ihm, in dem er seine Einstellung zu seinem eigenen Tod und dem seiner Kameraden als Soldat mit dem Tod von Zivilisten verglich. Er beschrieb die Verluste der ukrainischen Armee als „katastrophal“, er lese die Nachrufe und denke sich, dass all diese Leute eigentlich Bücher und Artikel schreiben, in wissenschaftlichen Einrichtungen oder als Tierärzte arbeiten, Kinder unterrichten, Brot backen oder Klimaanlagen hätten verkaufen sollen. Stattdessen wurden sie an der Front verwundet und getötet. Auch wenn er nichts mehr wolle, als wieder bei seiner Frau und seinem Sohn in Kiew zu leben, habe er traurig das Risiko des eigenen Todes im Feld als gegebene Tatsache akzeptiert. Anders sei aber der Tod von Zivilisten, vor allem Kindern. Nicht weil das Leben eines Zivilisten mehr wert sei als das eines Soldaten, sondern weil man auf diesen Tod als Ergebnis eines „Russischen Roulettes“ („Russian roulette“) durch Artillerie und Raketen auf Wohngebäude, Theater, Museen, Kindergärten und Krankenhäuser unmöglich vorbereitet sein könne.
Im September 2022 schrieb er in einem anderen Gastbeitrag für die Frankfurter Allgemeine Zeitung, dass er seit vier Monaten wieder Soldat der ukrainischen Armee sei. Er befehlige acht Soldaten und acht Ebenen seien über ihm. Sein Bataillon sichere die Grenze nördlich von Kiew. „Seine treuen Begleiter“ seien „Spotify, Kopfhörer, eine Maschinenpistole, ein Walkie-Talkie und ein finnischer Feldspaten“, während er versuche, auf seinem Tablet weiter an seinem jüngsten Roman zu schreiben.
Während eines Fronturlaubs ebenfalls im September 2022 nahm er an dem Lyrikfestival „Meridian Czernowitz Lesungen“ teil, auf dem seine Frau Iryna Zilyk auch ein Gedicht über das Wiedersehen mit ihm vortrug. Helmut Böttiger von der Süddeutschen Zeitung berichtet, es sei „sehr berührend“ gewesen, „dass Iryna Tsilyk bei alldem davon sprach, gerade jetzt die Sehnsucht nach einem ‚guten Leben‘ nicht zu vergessen. Als Jurko Prochasko über Artem Tschech sagte: ‚Er hat sehr traurige Augen‘“, sei das einer der Momente gewesen, die man so schnell nicht mehr vergesse.

## Bücher
- Цього ви не знайдете в Яндексі (Zjoho wy ne snajdete w Jandeksi): Sie werden dies nicht in Yandex finden (Charkiw 2007)
- Киня (Kynja): deutsch Kynja (Kiew 2007)
- Анатомічний Атлас. Важко бути жабою (Anatomitschnyj Atlas. Waschko buty schaboju): Anatomischer Atlas. Es ist schwer, ein Frosch zu sein (Charkiw 2008)
- Пластик (Plastik): Plastik (Charkiw, Mai 2008)
- Doc 1 (Doku 1): Doku 1 (Charkiw, April 2009)
- Сині двері зліва (Syni dweri sliwa): Blaue Tür links (Charkiw 2009)
- Письменники про футбол (Pysmennyky pro futbol): Schriftsteller über Fußball (Charkiw 2011) (Co-Autor)
- Рожеві сиропи (Roschewi syropy): Die rosa Sirupe (Charkiw 2012)
- Awesome Ukraine (zusammen mit Iryna Tsilyk) (Kiew 2012)
- Історія мотоспорту в Україні (Istorija motosportu w Ukrajini): Geschichte des Motorsports in der Ukraine (Kiew 2012)
- 94 дні. Євромайдан очима ТСН (94 dni. Jewromajdan otschyma TSC): 94 Tage. Euromaidan durch die Augen von TSN (Kyiv 2014) (Mitautor)
- Війна очима ТСН (Wijna otschyma TSC): Krieg durch die Augen von TSN (Kiew 2015) (Chefredakteur)
- Точка нуль (Totschka nul): auf Deutsch erschienen unter Nullpunkt[7] (Charkiw 2017)
- Район «Д» (Rajon «D»): Bezirk „D“ (Czernowitz 2019)
- На великій землі (Na welykij semli): Auf dem großen Land (Kiew 2021)
- Хто ти такий? (Chto ty takyj?): Wer bist Du? (Czernowitz, 2021)

## Auszeichnungen
- Gewinner im ukrainischen Nationalwettbewerb «Міській молодіжний роман» mit dem Buch In Yandex (Urbaner Jugendroman)[3]
- LitAccent Award 2017 in der Kategorie „Essays“ für das Buch Nullpunkt
- Gewinner des Warrior of Light Award 2018 für das Buch Nullpunkt
- Gewinner des Gogol-Literaturpreises 2018 für das Buch Nullpunkt[3]
- Sonderpreis für das Buch Bezirk „D“ beim Cherkasy Book Festival, Oktober 2019
- Gewinner des Joseph-Conrad-Kozienowski-Literaturpreises, November 2019[3]
- Finalist des Ryszard-Kapuscinski-Preises für Literarische Berichterstattung 2019 für das Buch Nullpunkt
- BBC Book of the Year Award 2021 für den Roman Wer bist Du? (Meridian Czernowitz Verlag)[11]